# Кипа (единица измерения)
Ки́па (из ср.-нж.-нем. kip — тюк; сложенные один на другом предметы; нж.-нем., нидерл. kip — от мера, связка) — устаревшая единица измерения в русской системе мер. Применялась в торговле крупными партиями товара. Величина кипы была определена недостаточно точно, поэтому её размер обычно дополнительно уточнялся в других единицах измерения.

## Единица измерения длины
Кипа являлась самой крупной единицей измерения ткани в торговле сукном. Причём кипами считались преимущественно новоесские и рословские сукна:
1 кипа рословского двоепечатного сукна = 25 половинок (по 25 аршин в половинке) = 625 аршин.
1 кипа новоесского сукна = 27, 51 или 57 половинок (по 30 аршин в половинке) = 810, 1530 или 1710 аршин.
По другим источникам, кипа сукна составляла 14 половинок, но размер половинки мог варьироваться от 17 до 20 аршин, а в некоторых случаях и до 40 аршин.

## Единица измерения веса
Кипа использовалась как крупная мера веса при торговле хмелем. 1 кипа хмеля составляла от 2 до 20 пудов.
Также кипы применялись для измерения веса и другого товара до середины XX века. Так, прессованная кипа бузины составляла 5—6 пудов, кипа льна-стланца — 12,5 пудов, а кипа куделя составляла 6—10 пудов.

## Единица счёта
Кипа использовалась как мера исчисления листов бумаги. Точное количество стоп бумаги в кипе для древнего времени неизвестно, известно лишь, что кипа бумаги во второй половине XVII века весила 6 пудов. Позже до середины XIX века кипа бумаги включала от 10 до 16 стоп.
Во второй половине XIX века значение кипы бумаги было определено точно. Так, согласно школьному учебнику арифметики 1868 года:
1 кипа бумаги = 10 стоп = 200 дестей = 4800 листов = 9600 полулистов.
В конце XIX — начале XX века размер бумажной кипы изменился. Её величина стала зависеть от сорта бумаги и её упаковки, что составляло от 1 до 5 стоп.
Помимо бумаги в кипах на Руси считали также шкуры животных, однако точное количество шкур в одной такой кипе исследователям неизвестно.